# Adolf Friedrich Burchard von Hinüber
Adolph Friedrich von Hinüber (auch Adolph von Hinüber oder Burchard von Hinüber und Adolph Burchard Friedrich von Hinüber sowie Adolf Burchard Friedrich von Hinüber; * 26. Juli 1769 in Hannover; † 13. Juni 1845 ebenda) war ein  Königlich Großbritannischer und Kurfürstlich Hannoverscher, später Königlich Hannoverscher Jurist und Kanzleidirektor, Oberappellationsrat und Stiftskanonikus.

## Leben
Adolph von Hinüber war ein Mitglied des Adelsgeschlechts von Hinüber, einer der sogenannten „Hübschen Familien“. Er wurde zur Zeit der Personalunion zwischen Großbritannien und Hannover geboren als jüngster Sohn des Postmeisters, Amtsmannes und Gartenschöpfers Jobst Anton von Hinüber und der Anna Justine Pape (1723–1812), Tochter des Oberpostkommissars Pape zu Hannover. Er war der Bruder des Hofrates, Amtmannes, General-Wegbau-Intendanten und Postmeisters Gerhard Friedrich Otto von Hinüber (1752–1815) und des Majors und Direktors des Göttinger Postamtes Christian Carl von Hinüber (1759–1825).
Adolf Friedrich Burchard von Hinüber studierte in Göttingen an der Georg-August-Universität ab dem 26. Oktober 1786 Rechtswissenschaften, später auch Physik. Im Sommersemester 1788 hörte er die Vorlesungen des Mathematikers, Naturforschers und Experimentalphysikers Georg Christoph Lichtenberg, der ihm im Oktober desselben Jahres ein Empfehlungsschreiben für eine Reise nach Darmstadt ausstellte. Wieder in Göttingen, promovierte von Hinüber im Sommersemester 1789 zum Dr. jur.
Ebenfalls 1789 ging Adolf Friedrich Burchard von Hinüber nach Stade zwecks Leitung der dortigen Justizkanzlei, in der er im Folgejahr 1890 jedoch ebenso als Auditor wirkte wie beim dortigen Hofgericht.
Während der sogenannten „Franzosenzeit“ ging Hinüber 1804 oder 1805 nach Celle und übernahm dort die Aufgaben eines Rates am dortigen Oberappellationsgericht.
Nach der Erhebung des Kurfürstentums zum Königreich Hannover übernahm Hinüber in der gleichnamigen ehemaligen Residenzstadt im Jahr 1816 die Direktion der Königlichen Justizkanzlei. Als solcher wirkte er sowohl für Angelegenheiten der Gebiete des ehemaligen Fürstentums Calenberg wie auch für die Grafschaft Hoya und die Grafschaft Diepholz.
1823 wurde Hinüber Beisitzer im Geheimen Ratskollegium in Hannover. 1826 heiratete er Anna, geborene von Bülow (1799–1853), die Ehe blieb kinderlos. Ein Urenkel seines Großvaters war Friedrich von Pape (1797–1877), nachmals Vizepräsident des Oberappellationsgerichts Celle und ebenfalls Hannoverscher Staatsrat.
Nachdem Adolf von Hinüber „1833 Mitglied der Sektion zur Entscheidung von Kompetenz-Konflikten“ geworden war, wurde er 1839 Mitglied des hannoverschen Staatsrates. Hinüber nahm darüber hinaus die Aufgaben des Kanonikus des Stiftes Beatae Mariae Virginis zu Einbeck wahr.
Hinüber, der mit der Verleihung des Titels eines Ehrendoktors ausgezeichnet wurde, begründete die v. Hinübersche Stiftung. Nach dem Tode seines Vaters wurde er zudem Besitzer des Posthofes vor Hannover. Er starb am 13. Juni 1845 in seiner Heimatstadt Hannover.